# Élections départementales de 2015 dans le Gard
Les élections départementales de 2015 dans le Gard ont lieu les 22 et 29 mars.

## Contexte départemental

### Assemblée départementale sortante
Avant les élections, le conseil général du Gard est présidé par Jean Denat (PS). Il comprend 46 conseillers généraux issus des 46 cantons du Gard. Après le redécoupage cantonal de 2014, ce sont 46 conseillers départementaux qui seront élus au sein des 23 nouveaux cantons du Gard.
| Parti                                | Sigle | Sigle | Élus |
| ------------------------------------ | ----- | ----- | ---- |
| Majorité (33 sièges)                 |       |       |      |
| Parti socialiste                     |       | PS    | 16   |
| Parti communiste français            |       | PCF   | 8    |
| Divers gauche                        |       | DVG   | 6    |
| Europe Écologie Les Verts            |       | EÉLV  | 3    |
| Opposition (13 sièges)               |       |       |      |
| Union pour un mouvement populaire    |       | UMP   | 8    |
| Union des démocrates et indépendants |       | UDI   | 3    |
| Divers droite                        |       | DVD   | 2    |
| Président du conseil général         |       |       |      |
| Jean Denat (PS)                      |       |       |      |

## Cartographie

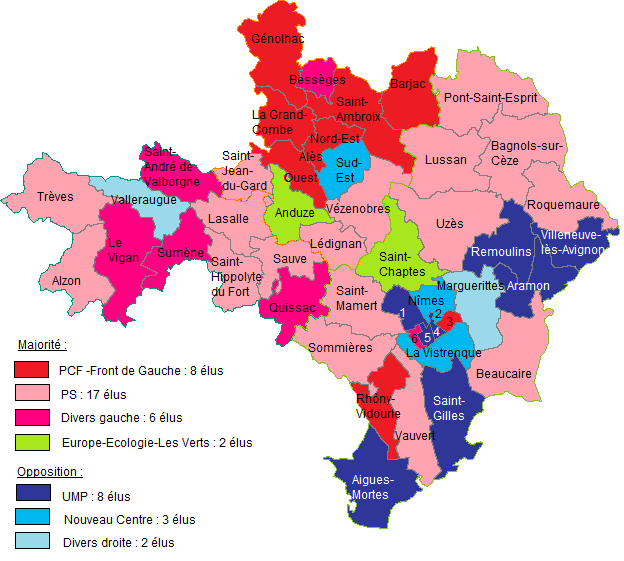
Étiquettes politiques des conseillers généraux du Gard à la suite des cantonales de 2011

Liste des cantons
1- Aigues-Mortes, 2- Alès-1, 3- Alès-2, 4- Alès-3, 5- Bagnols-sur-Cèze, 6- Beaucaire, 7- Calvisson, 8- La Grand-Combe, 9- Marguerittes, 10- Nîmes-1, 11- Nîmes-2, 12- Nîmes-3, 13- Nîmes-4, 14- Pont-Saint-Esprit, 15- Quissac, 16- Redessan, 17- Roquemaure, 18- Rousson, 19- Saint-Gilles, 20- Uzès, 21- Vauvert, 22- Le Vigan, 23- Villeneuve-lès-Avignon

### Assemblée départementale  élue
| Parti                                | Sigle | Sigle | Élus |
| ------------------------------------ | ----- | ----- | ---- |
| Majorité (22 sièges)                 |       |       |      |
| Parti socialiste                     |       | PS    | 11   |
| Parti communiste français            |       | PCF   | 6    |
| Divers gauche                        |       | DVG   | 3    |
| Europe Écologie Les Verts            |       | EÉLV  | 2    |
| Opposition (24 sièges)               |       |       |      |
| Union pour un mouvement populaire    |       | UMP   | 12   |
| Union des démocrates et indépendants |       | UDI   | 7    |
| Divers droite                        |       | DVD   | 1    |
| Front national                       |       | FN    | 4    |
| Président du conseil départemental   |       |       |      |
| Denis Bouad (PS)                     |       |       |      |

## Résultats à l'échelle du département

### Résultats par nuances du ministère de l'Intérieur
Les nuances utilisées par le ministère de l'Intérieur ne tiennent pas compte des alliances locales.
| Binômes     | Binômes            | Premier tour | Premier tour | Second tour | Second tour | Sièges |
| Binômes     | Binômes            | Voix         | %            | Voix        | %           | Sièges |
| ----------- | ------------------ | ------------ | ------------ | ----------- | ----------- | ------ |
|             | PS                 | 25 334       | 9,32         | 31 069      | 11,85       | 8      |
|             | DVG                | 24 457       | 9,00         | 26 220      | 10,00       | 6      |
|             | PCF                | 19 325       | 7,11         | 10 808      | 4,12        | 6      |
|             | Union de la gauche | 17 566       | 6,46         | 5 853       | 2,23        | 2      |
|             | FG                 | 12 665       | 4,66         |             |             |        |
|             | EÉLV               | 1 698        | 0,62         |             |             |        |
| Gauche      | Gauche             | 101 045      | 37,17        | 73 950      | 28,20       | 22     |
|             |                    |              |              |             |             |        |
|             | FN                 | 96 616       | 35,54        | 109 803     | 41,89       | 4      |
|             |                    |              |              |             |             |        |
|             | Union de la droite | 60 370       | 22,21        | 70 812      | 27,01       | 18     |
|             | DVD                | 6 506        | 2,39         | 7 588       | 2,89        | 2      |
|             | DLF                | 2 960        | 1,09         |             |             |        |
| Droite      | Droite             | 69 836       | 25,69        | 78 400      | 29,90       | 20     |
|             |                    |              |              |             |             |        |
|             | Divers             | 4 376        | 1,61         |             |             |        |
|             |                    |              |              |             |             |        |
| Inscrits    | Inscrits           | 526 142      | 100,00       | 509 272     | 100,00      |        |
| Abstentions | Abstentions        | 242 123      | 46,02        | 223 128     | 43,81       |        |
| Votants     | Votants            | 284 019      | 53,98        | 286 144     | 56,19       |        |
| Blancs      | Blancs             | 8 173        | 2,88         | 16 352      | 5,71        |        |
| Nuls        | Nuls               | 3 973        | 1,40         | 7 639       | 2,67        |        |
| Exprimés    | Exprimés           | 271 873      | 95,72        | 262 153     | 91,62       |        |

### Résultats par canton
| Canton                   | Conseiller sortant         | Parti                      | Parti       | Conseiller élu           | Parti           | Parti           |
| ------------------------ | -------------------------- | -------------------------- | ----------- | ------------------------ | --------------- | --------------- |
| Aigues-Mortes            | Léopold Rosso              |                            | UMP         | Caroline Breschit        |                 | UDI             |
| Aigues-Mortes            | Léopold Rosso              | Léopold Rosso              | UMP         |                          | UMP             |                 |
| Alès-Nord-Est            | Jacky Valy                 |                            | PCF         | Canton supprimé          | Canton supprimé | Canton supprimé |
| Alès-Ouest               | Jean-Michel Suau           |                            | PCF         | Canton supprimé          | Canton supprimé | Canton supprimé |
| Alès-Sud-Est             | Gérard Roux *              |                            | UDI         | Canton supprimé          | Canton supprimé | Canton supprimé |
| Alès-1                   | Canton créé                | Canton créé                | Canton créé | Geneviève Blanc          |                 | EÉLV            |
| Alès-1                   | Canton créé                | Canton créé                | Canton créé | Jean-Michel Suau         |                 | PCF             |
| Alès-2                   | Canton créé                | Canton créé                | Canton créé | Valérie Meunier          |                 | UMP             |
| Alès-2                   | Canton créé                | Canton créé                | Canton créé | Philippe Ribot           |                 | UDI             |
| Alès-3                   | Canton créé                | Canton créé                | Canton créé | Frédéric Gras            |                 | UMP             |
| Alès-3                   | Canton créé                | Canton créé                | Canton créé | Marie-Christine Peyric   |                 | UDI             |
| Alzon                    | Laurent Pons *             |                            | PS          | Canton supprimé          | Canton supprimé | Canton supprimé |
| Anduze                   | Geneviève Blanc            |                            | EÉLV        | Canton supprimé          | Canton supprimé | Canton supprimé |
| Aramon                   | Gérard Blanc               |                            | UMP         | Canton supprimé          | Canton supprimé | Canton supprimé |
| Bagnols-sur-Cèze         | Alexandre Pissas           |                            | PS          | Sylvie Nicolle           |                 | DVG             |
| Bagnols-sur-Cèze         | Alexandre Pissas           | Alexandre Pissas           | PS          |                          | PS              |                 |
| Barjac                   | Édouard Chaulet *          |                            | PCF         | Canton supprimé          | Canton supprimé | Canton supprimé |
| Beaucaire                | Juan Antoine Martinez      |                            | PS          | Sandrine Corbière        |                 | FN              |
| Beaucaire                | Juan Antoine Martinez      | Jean-Pierre Fuster         | PS          |                          | FN              |                 |
| Bessèges                 | Bernard Portalès *         |                            | DVG         | Canton supprimé          | Canton supprimé | Canton supprimé |
| Calvisson                | Canton créé                | Canton créé                | Canton créé | Maryse Giannaccini       |                 | PS              |
| Calvisson                | Canton créé                | Canton créé                | Canton créé | Christian Valette        |                 | PS              |
| Génolhac                 | Guy Laganier *             |                            | PCF         | Canton supprimé          | Canton supprimé | Canton supprimé |
| La Grand-Combe           | Patrick Malavieille        |                            | PCF         | Isabelle Fardoux-Jouve   |                 | PCF             |
| La Grand-Combe           | Patrick Malavieille        | Patrick Malavieille        | PCF         |                          | PCF             |                 |
| Lasalle                  | Rémi Menviel *             |                            | PS          | Canton supprimé          | Canton supprimé | Canton supprimé |
| Lédignan                 | Françoise Laurent-Perrigot |                            | PS          | Canton supprimé          | Canton supprimé | Canton supprimé |
| Lussan                   | Yvan Verdier *             |                            | PS          | Canton supprimé          | Canton supprimé | Canton supprimé |
| Marguerittes             | William Portal             |                            | DVD         | Joëlle Murré             |                 | UDI             |
| Marguerittes             | William Portal             | William Portal             | DVD         |                          | UDI             |                 |
| Nîmes-1                  | Marie-Chantal Barbusse     |                            | UMP         | Marie-Chantal Barbusse   |                 | UMP             |
| Nîmes-1                  | Marie-Chantal Barbusse     | Thierry Procida            | UMP         |                          | UDI             |                 |
| Nîmes-2                  | Thierry Procida            |                            | UDI         | Christian Bastid         |                 | PCF             |
| Nîmes-2                  | Thierry Procida            | Amal Couvreur              | UDI         |                          | DVG             |                 |
| Nîmes-3                  | Christian Bastid           |                            | PCF         | Laurent Burgoa           |                 | UMP             |
| Nîmes-3                  | Christian Bastid           | Claude de Girardi          | PCF         |                          | UMP             |                 |
| Nîmes-4                  | Laurent Burgoa             |                            | UMP         | Véronique Gardeur-Bancel |                 | UMP             |
| Nîmes-4                  | Laurent Burgoa             | Richard Tiberino           | UMP         |                          | UMP             |                 |
| Nîmes-5                  | Catherine Jehanno *        |                            | UMP         | Canton supprimé          | Canton supprimé | Canton supprimé |
| Nîmes-6                  | Bernard Auzon-Cape *       |                            | DVG         | Canton supprimé          | Canton supprimé | Canton supprimé |
| Pont-Saint-Esprit        | Christophe Serre           |                            | PS          | Carole Bergeri           |                 | DVG             |
| Pont-Saint-Esprit        | Christophe Serre           | Christophe Serre           | PS          |                          | PS              |                 |
| Quissac                  | Lionel Jean *              |                            | DVG         | Olivier Gaillard         |                 | PS              |
| Quissac                  | Lionel Jean *              | Françoise Laurent-Perrigot | DVG         |                          | PS              |                 |
| Redessan                 | Canton créé                | Canton créé                | Canton créé | Gérard Blanc             |                 | UMP             |
| Redessan                 | Canton créé                | Canton créé                | Canton créé | Muriel Dherbecourt       |                 | DVD             |
| Remoulins                | Jacques Sauzet *           |                            | UMP         | Canton supprimé          | Canton supprimé | Canton supprimé |
| Rhôny-Vidourle           | Patrick Bonton *           |                            | PCF         | Canton supprimé          | Canton supprimé | Canton supprimé |
| Roquemaure               | Nathalie Nury              |                            | DVG         | Nathalie Nury            |                 | PS              |
| Roquemaure               | Nathalie Nury              | Philippe Pécout            | DVG         |                          | PS              |                 |
| Rousson                  | Canton créé                | Canton créé                | Canton créé | Cathy Chaulet            |                 | PCF             |
| Rousson                  | Canton créé                | Canton créé                | Canton créé | Jacky Valy               |                 | PCF             |
| Saint-Ambroix            | Jean-Claude Paris *        |                            | PCF         | Canton supprimé          | Canton supprimé | Canton supprimé |
| Saint-André-de-Valborgne | Francis Maurin *           |                            | DVG         | Canton supprimé          | Canton supprimé | Canton supprimé |
| Saint-Chaptes            | Bérengère Noguier          |                            | EÉLV        | Canton supprimé          | Canton supprimé | Canton supprimé |
| Saint-Gilles             | Olivier Lapierre *         |                            | UMP         | Huguette Sartre          |                 | UDI             |
| Saint-Gilles             | Olivier Lapierre *         | Eddy Valadier              | UMP         |                          | UMP             |                 |
| Saint-Hippolyte-du-Fort  | Damien Alary *             |                            | PS          | Canton supprimé          | Canton supprimé | Canton supprimé |
| Saint-Jean-du-Gard       | Lucien Affortit *          |                            | PS          | Canton supprimé          | Canton supprimé | Canton supprimé |
| Saint-Mamert-du-Gard     | William Dumas *            |                            | PS          | Canton supprimé          | Canton supprimé | Canton supprimé |
| Sauve                    | Olivier Gaillard           |                            | PS          | Canton supprimé          | Canton supprimé | Canton supprimé |
| Sommières                | Christian Valette          |                            | PS          | Canton supprimé          | Canton supprimé | Canton supprimé |
| Sumène                   | William Toulouse *         |                            | DVG         | Canton supprimé          | Canton supprimé | Canton supprimé |
| Trèves                   | Martin Delord              |                            | PS          | Canton supprimé          | Canton supprimé | Canton supprimé |
| Uzès                     | Denis Bouad                |                            | PS          | Denis Bouad              |                 | PS              |
| Uzès                     | Denis Bouad                | Bérengère Noguier          | PS          |                          | EÉLV            |                 |
| Valleraugue              | Thomas Vidal *             |                            | DVD         | Canton supprimé          | Canton supprimé | Canton supprimé |
| Vauvert                  | Jean Denat                 |                            | PS          | Nicolas Meizonnet        |                 | FN              |
| Vauvert                  | Jean Denat                 | Béatrice Pruvot            | PS          |                          | FN              |                 |
| Vézénobres               | Gérard Garossino *         |                            | PS          | Canton supprimé          | Canton supprimé | Canton supprimé |
| Le Vigan                 | Éric Doulcier              |                            | DVG         | Martin Delord            |                 | PS              |
| Le Vigan                 | Éric Doulcier              | Hélène Meunier             | DVG         |                          | PS              |                 |
| Villeneuve-lès-Avignon   | Patrick Vacaris *          |                            | UMP         | Jean-Louis Banino        |                 | UMP             |
| Villeneuve-lès-Avignon   | Patrick Vacaris *          | Pascale Bories             | UMP         |                          | UMP             |                 |
| La Vistrenque            | Joëlle Murré               |                            | UDI         | Canton supprimé          | Canton supprimé | Canton supprimé |

* Conseillers généraux sortants ne se représentant pas

## Résultats par canton

### Canton d'Aigues-Mortes
| Candidats            | Candidats          | Partis      | Partis      | Premier tour | Premier tour | Second tour | Second tour |
| Candidats            | Candidats          | Partis      | Partis      | Voix         | %            | Voix        | %           |
| -------------------- | ------------------ | ----------- | ----------- | ------------ | ------------ | ----------- | ----------- |
| 1                    | Caroline Breschit  |             | UDI         | 4 353        | 30,70        | 7 671       | 54,19       |
| 1                    | Léopold Rosso*     |             | UMP         | 4 353        | 30,70        | 7 671       | 54,19       |
| 2                    | Johannes Helwig    |             | SE          | 618          | 4,36         |             |             |
| 2                    | Sophie Ippolito    |             | SE          | 618          | 4,36         |             |             |
| 3                    | Yvette Flaugère    |             | FN          | 5 730        | 40,41        | 6 486       | 45,81       |
| 3                    | Pascal Gernigon    |             | FN          | 5 730        | 40,41        | 6 486       | 45,81       |
| 4                    | Magali Belda       |             | DVG         | 3 034        | 21,40        |             |             |
| 4                    | Olivier Pénin      |             | PS          | 3 034        | 21,40        |             |             |
| 5                    | Geneviève Bourrely |             | DLF         | 443          | 3,12         |             |             |
| 5                    | Auguste Victoria   |             | DLF         | 443          | 3,12         |             |             |
|                      |                    |             |             |              |              |             |             |
| Inscrits             | Inscrits           | Inscrits    | Inscrits    | 27 582       | 100,00       | 27 579      | 100,00      |
| Abstentions          | Abstentions        | Abstentions | Abstentions | 12 679       | 45,97        | 11 847      | 42,96       |
| Votants              | Votants            | Votants     | Votants     | 14 903       | 54,03        | 15 732      | 57,04       |
| Blancs               | Blancs             | Blancs      | Blancs      | 491          | 3,29         | 1028        | 6,53        |
| Nuls                 | Nuls               | Nuls        | Nuls        | 234          | 1,57         | 547         | 3,48        |
| Exprimés             | Exprimés           | Exprimés    | Exprimés    | 14 178       | 95,14        | 14 157      | 89,99       |
| * conseiller sortant |                    |             |             |              |              |             |             |

### Canton d'Alès-1
| Candidats            | Candidats            | Partis      | Partis      | Premier tour | Premier tour | Second tour | Second tour |
| Candidats            | Candidats            | Partis      | Partis      | Voix         | %            | Voix        | %           |
| -------------------- | -------------------- | ----------- | ----------- | ------------ | ------------ | ----------- | ----------- |
| 1                    | Françoise Gardès     |             | DVG         | 1 276        | 10,87        |             |             |
| 1                    | Bonifacio Iglesias   |             | DVG         | 1 276        | 10,87        |             |             |
| 2                    | Nathalie Challier    |             | FN          | 3 717        | 31,66        | 3 910       | 31,38       |
| 2                    | Christophe Clot      |             | FN          | 3 717        | 31,66        | 3 910       | 31,38       |
| 3                    | Geneviève Blanc*     |             | EÉLV        | 3 832        | 32,63        | 5 086       | 40,82       |
| 3                    | Jean-Michel Suau*    |             | PCF         | 3 832        | 32,63        | 5 086       | 40,82       |
| 3                    | Jean-Charles Bénézet |             | UDI         | 2 917        | 24,84        | 3 464       | 27,80       |
| 3                    | Nathalie Rivenq      |             | UMP         | 2 917        | 24,84        | 3 464       | 27,80       |
|                      |                      |             |             |              |              |             |             |
| Inscrits             | Inscrits             | Inscrits    | Inscrits    | 23 088       | 100,00       | 23 190      | 100,00      |
| Abstentions          | Abstentions          | Abstentions | Abstentions | 10 831       | 46,91        | 10 320      | 44,50       |
| Votants              | Votants              | Votants     | Votants     | 12 257       | 53,09        | 12 870      | 55,50       |
| Blancs               | Blancs               | Blancs      | Blancs      | 302          | 2,46         | 250         | 1,94        |
| Nuls                 | Nuls                 | Nuls        | Nuls        | 213          | 1,74         | 160         | 1,24        |
| Exprimés             | Exprimés             | Exprimés    | Exprimés    | 11 742       | 95,80        | 12 460      | 96,81       |
| * conseiller sortant |                      |             |             |              |              |             |             |

### Canton d'Alès-2
| Candidats   | Candidats          | Partis      | Partis      | Premier tour | Premier tour | Second tour | Second tour |
| Candidats   | Candidats          | Partis      | Partis      | Voix         | %            | Voix        | %           |
| ----------- | ------------------ | ----------- | ----------- | ------------ | ------------ | ----------- | ----------- |
| 1           | Claude Cerpedes    |             | PCF         | 2 449        | 22,79        |             |             |
| 1           | Brigitte Verdelhan |             | FG          | 2 449        | 22,79        |             |             |
| 2           | Valérie Meunier    |             | UMP         | 3 079        | 28,65        | 5 946       | 60,35       |
| 2           | Philippe Ribot     |             | UDI         | 3 079        | 28,65        | 5 946       | 60,35       |
| 3           | Christophe Clauzel |             | PS          | 1 686        | 15,69        |             |             |
| 3           | Sylvie Lorthe      |             | PS          | 1 686        | 15,69        |             |             |
| 4           | Émilie Almel       |             | FN          | 3 534        | 32,88        | 3 906       | 39,65       |
| 4           | Nicolas Brossard   |             | FN          | 3 534        | 32,88        | 3 906       | 39,65       |
|             |                    |             |             |              |              |             |             |
| Inscrits    | Inscrits           | Inscrits    | Inscrits    | 20 836       | 100,00       | 20 836      | 100,00      |
| Abstentions | Abstentions        | Abstentions | Abstentions | 9 522        | 45,70        | 9 559       | 45,88       |
| Votants     | Votants            | Votants     | Votants     | 11 314       | 54,30        | 11 277      | 54,12       |
| Blancs      | Blancs             | Blancs      | Blancs      | 368          | 3,25         | 954         | 8,46        |
| Nuls        | Nuls               | Nuls        | Nuls        | 198          | 1,75         | 471         | 4,18        |
| Exprimés    | Exprimés           | Exprimés    | Exprimés    | 10 748       | 95,00        | 9 852       | 87,36       |

### Canton d'Alès-3
| Candidats   | Candidats              | Partis      | Partis      | Premier tour | Premier tour | Second tour | Second tour |
| Candidats   | Candidats              | Partis      | Partis      | Voix         | %            | Voix        | %           |
| ----------- | ---------------------- | ----------- | ----------- | ------------ | ------------ | ----------- | ----------- |
| 1           | Régine Bernard         |             | FN          | 3 497        | 33,40        | 3 790       | 39,31       |
| 1           | Jérémie Boulet         |             | FN          | 3 497        | 33,40        | 3 790       | 39,31       |
| 2           | Frédéric Diago         |             | PCF         | 1 483        | 14,16        |             |             |
| 2           | Mireille Jullien       |             | E!          | 1 483        | 14,16        |             |             |
| 3           | Frédéric Gras          |             | UMP         | 3 507        | 33,50        | 5 851       | 60,69       |
| 3           | Marie-Christine Peyric |             | UDI         | 3 507        | 33,50        | 5 851       | 60,69       |
| 4           | Roselyne Bécue         |             | DVG         | 1 983        | 18.94        |             |             |
| 4           | Jean-Michel Perret     |             | DVG         | 1 983        | 18.94        |             |             |
|             |                        |             |             |              |              |             |             |
| Inscrits    | Inscrits               | Inscrits    | Inscrits    | 20 009       | 100,00       | 20 009      | 100,00      |
| Abstentions | Abstentions            | Abstentions | Abstentions | 9 027        | 45,11        | 9 068       | 45.32       |
| Votants     | Votants                | Votants     | Votants     | 10 982       | 54,89        | 10 941      | 54.68       |
| Blancs      | Blancs                 | Blancs      | Blancs      | 349          | 3,18         | 867         | 7,92        |
| Nuls        | Nuls                   | Nuls        | Nuls        | 163          | 1,48         | 433         | 3,96        |
| Exprimés    | Exprimés               | Exprimés    | Exprimés    | 10 470       | 95,34        | 9 641       | 88,12       |

### Canton de Bagnols-sur-Cèze
| Candidats   | Candidats                  | Partis      | Partis      | Premier tour | Premier tour | Second tour | Second tour |
| Candidats   | Candidats                  | Partis      | Partis      | Voix         | %            | Voix        | %           |
| ----------- | -------------------------- | ----------- | ----------- | ------------ | ------------ | ----------- | ----------- |
| 1           | Yvan Corbière              |             | FN          | 4 169        | 36,95        | 5 269       | 46,86       |
| 1           | Monique Tézenas du Montcel |             | FN          | 4 169        | 36,95        | 5 269       | 46,86       |
| 2           | Sylvie Nicolle             |             | DVG         | 2 284        | 20,24        | 5 976       | 53,14       |
| 2           | Alexandre Pissas           |             | PS          | 2 284        | 20,24        | 5 976       | 53,14       |
| 3           | Mourad Abadli              |             | PCF         | 664          | 5,88         |             |             |
| 3           | Geneviève Sabathé          |             | DVG         | 664          | 5,88         |             |             |
| 4           | Patricia Garnero           |             | UMP         | 2 109        | 18,69        |             |             |
| 4           | Claude Roux                |             | UDI         | 2 109        | 18,69        |             |             |
| 5           | Jean-Yves Chapelet         |             | PS          | 2 058        | 18,24        |             |             |
| 5           | Emmanuelle Crépieux        |             | PS          | 2 058        | 18,24        |             |             |
|             |                            |             |             |              |              |             |             |
| Inscrits    | Inscrits                   | Inscrits    | Inscrits    | 22 174       | 100,00       | 22 173      | 100,00      |
| Abstentions | Abstentions                | Abstentions | Abstentions | 10 447       | 47,11        | 9 861       | 44,47       |
| Votants     | Votants                    | Votants     | Votants     | 11 727       | 52,89        | 12 312      | 55,53       |
| Blancs      | Blancs                     | Blancs      | Blancs      | 287          | 2,45         | 716         | 5,82        |
| Nuls        | Nuls                       | Nuls        | Nuls        | 156          | 1,33         | 351         | 2,85        |
| Exprimés    | Exprimés                   | Exprimés    | Exprimés    | 11 284       | 96,22        | 11 245      | 91,33       |

### Canton de Beaucaire
| Candidats            | Candidats           | Partis      | Partis      | Premier tour | Premier tour | Second tour | Second tour |
| Candidats            | Candidats           | Partis      | Partis      | Voix         | %            | Voix        | %           |
| -------------------- | ------------------- | ----------- | ----------- | ------------ | ------------ | ----------- | ----------- |
| 1                    | Juan Martinez*      |             | PS          | 3 040        | 22,49        | 6 345       | 44,9        |
| 1                    | Delphine Poirier    |             | DVG         | 3 040        | 22,49        | 6 345       | 44,9        |
| 2                    | Charles Menard      |             | PG          | 1 449        | 10,72        |             |             |
| 2                    | Chantal Milesi      |             | PCF         | 1 449        | 10,72        |             |             |
| 3                    | Bernard Bon         |             | MoDem       | 2 059        | 15,23        |             |             |
| 3                    | Cristelle Hugounenq |             | UMP         | 2 059        | 15,23        |             |             |
| 4                    | Catherine Bay       |             | DLF         | 310          | 2,29         |             |             |
| 4                    | Denis Hay           |             | DLF         | 310          | 2,29         |             |             |
| 5                    | Sandrine Corbière   |             | FN          | 6 662        | 49,28        | 7 785       | 55,1        |
| 5                    | Jean Pierre Fuster  |             | FN          | 6 662        | 49,28        | 7 785       | 55,1        |
|                      |                     |             |             |              |              |             |             |
| Inscrits             | Inscrits            | Inscrits    | Inscrits    | 25 218       | 100,00       | 25 219      | 100,00      |
| Abstentions          | Abstentions         | Abstentions | Abstentions | 11 153       | 44,23        | 9 987       | 39,6        |
| Votants              | Votants             | Votants     | Votants     | 14 065       | 55,77        | 15 232      | 60,4        |
| Blancs               | Blancs              | Blancs      | Blancs      | 385          | 2,74         | 726         | 4,77        |
| Nuls                 | Nuls                | Nuls        | Nuls        | 160          | 1,14         | 376         | 2,47        |
| Exprimés             | Exprimés            | Exprimés    | Exprimés    | 13 520       | 96,13        | 14 130      | 92,77       |
| * conseiller sortant |                     |             |             |              |              |             |             |

### Canton de Calvisson
| Candidats   | Candidats              | Partis      | Partis      | Premier tour | Premier tour | Second tour | Second tour |
| Candidats   | Candidats              | Partis      | Partis      | Voix         | %            | Voix        | %           |
| ----------- | ---------------------- | ----------- | ----------- | ------------ | ------------ | ----------- | ----------- |
| 1           | Maryse Giannaccini     |             | PS          | 3 719        | 29,55        | 7 007       | 55,66       |
| 1           | Christian Valette      |             | PS          | 3 719        | 29,55        | 7 007       | 55,66       |
| 2           | Béatrice Leccia        |             | EÉLV        | 1 698        | 13,49        |             |             |
| 2           | Ludovic Ribière        |             | FG          | 1 698        | 13,49        |             |             |
| 3           | Éric Rocheblave        |             | UMP         | 2 745        | 21,81        |             |             |
| 3           | Josette Royo-Boucoiran |             | UDI         | 2 745        | 21,81        |             |             |
| 4           | Henri Bunis            |             | FN          | 4 423        | 35,15        | 5 581       | 44,34       |
| 4           | Isabelle Farrugia      |             | FN          | 4 423        | 35,15        | 5 581       | 44,34       |
|             |                        |             |             |              |              |             |             |
| Inscrits    | Inscrits               | Inscrits    | Inscrits    | 24 170       | 100,00       | 24 172      | 100,00      |
| Abstentions | Abstentions            | Abstentions | Abstentions | 10 973       | 45,4         | 10 242      | 42,37       |
| Votants     | Votants                | Votants     | Votants     | 13 197       | 54,6         | 13 930      | 57,63       |
| Blancs      | Blancs                 | Blancs      | Blancs      | 443          | 3,36         | 967         | 6,94        |
| Nuls        | Nuls                   | Nuls        | Nuls        | 169          | 1,28         | 375         | 2,69        |
| Exprimés    | Exprimés               | Exprimés    | Exprimés    | 12 585       | 95,36        | 12 588      | 90,37       |

### Canton de La Grand-Combe
| Candidats            | Candidats              | Partis      | Partis      | Premier tour | Premier tour |
| Candidats            | Candidats              | Partis      | Partis      | Voix         | %            |
| -------------------- | ---------------------- | ----------- | ----------- | ------------ | ------------ |
| 1                    | Nadine Celda           |             | FN          | 2 610        | 29,27        |
| 1                    | Guy Challier           |             | FN          | 2 610        | 29,27        |
| 2                    | Colette André-Martin   |             | UDI         | 1 579        | 17,71        |
| 2                    | Dominique Passieu      |             | UMP         | 1 579        | 17,71        |
| 3                    | Isabelle Fardoux-Jouve |             | PCF         | 4 729        | 53,03        |
| 3                    | Patrick Malavieille*   |             | PCF         | 4 729        | 53,03        |
|                      |                        |             |             |              |              |
| Inscrits             | Inscrits               | Inscrits    | Inscrits    | 17 042       | 100,00       |
| Abstentions          | Abstentions            | Abstentions | Abstentions | 7 568        | 44,41        |
| Votants              | Votants                | Votants     | Votants     | 9 474        | 55,59        |
| Blancs               | Blancs                 | Blancs      | Blancs      | 352          | 3,72         |
| Nuls                 | Nuls                   | Nuls        | Nuls        | 204          | 2,15         |
| Exprimés             | Exprimés               | Exprimés    | Exprimés    | 8 918        | 94,13        |
| * conseiller sortant |                        |             |             |              |              |

### Canton de Marguerittes
| Candidats            | Candidats         | Partis      | Partis      | Premier tour | Premier tour | Second tour | Second tour |
| Candidats            | Candidats         | Partis      | Partis      | Voix         | %            | Voix        | %           |
| -------------------- | ----------------- | ----------- | ----------- | ------------ | ------------ | ----------- | ----------- |
| 1                    | Yoann Gillet      |             | FN          | 6 124        | 42,48        | 7 215       | 48,74       |
| 1                    | Viviane Tisseur   |             | FN          | 6 124        | 42,48        | 7 215       | 48,74       |
| 2                    | Digma Alba-Rodier |             | PS          | 2 820        | 19,56        |             |             |
| 2                    | Delio Sanchez     |             | PS          | 2 820        | 19,56        |             |             |
| 3                    | Joëlle Murré*     |             | UDI         | 3 284        | 22,78        | 7 588       | 51,26       |
| 3                    | William Portal    |             | UDI         | 3 284        | 22,78        | 7 588       | 51,26       |
| 4                    | Anita Agullo      |             | DVD         | 1 542        | 10,70        |             |             |
| 4                    | Serge Reder       |             | UMP         | 1 542        | 10,70        |             |             |
| 5                    | Jacques Cimetière |             | DLF         | 646          | 4,48         |             |             |
| 5                    | Hélène Guéroult   |             | DLF         | 646          | 4,48         |             |             |
|                      |                   |             |             |              |              |             |             |
| Inscrits             | Inscrits          | Inscrits    | Inscrits    | 29 702       | 100,00       | 29 702      | 100,00      |
| Abstentions          | Abstentions       | Abstentions | Abstentions | 14 663       | 49,37        | 13 762      | 46,33       |
| Votants              | Votants           | Votants     | Votants     | 15 039       | 50,63        | 15 940      | 53,67       |
| Blancs               | Blancs            | Blancs      | Blancs      | 438          | 2,91         | 770         | 4,83        |
| Nuls                 | Nuls              | Nuls        | Nuls        | 185          | 1,23         | 367         | 2,3         |
| Exprimés             | Exprimés          | Exprimés    | Exprimés    | 14 416       | 95,86        | 14 803      | 92,87       |
| * conseiller sortant |                   |             |             |              |              |             |             |

### Canton de Nîmes-1
| Candidats            | Candidats               | Partis      | Partis      | Premier tour | Premier tour | Second tour | Second tour |
| Candidats            | Candidats               | Partis      | Partis      | Voix         | %            | Voix        | %           |
| -------------------- | ----------------------- | ----------- | ----------- | ------------ | ------------ | ----------- | ----------- |
| 1                    | Jacques Armando         |             | DLF         | 363          | 2,72         |             |             |
| 1                    | Céline Werts            |             | DLF         | 363          | 2,72         |             |             |
| 2                    | Thierry Barnabé         |             | UPR         | 141          | 1,05         |             |             |
| 2                    | Frédérique Mourgues     |             | UPR         | 141          | 1,05         |             |             |
| 3                    | Philippe Marrot         |             | EÉLV        | 2 156        | 16,13        |             |             |
| 3                    | Florence Thiébaut       |             | PCF         | 2 156        | 16,13        |             |             |
| 4                    | Olivier Bénézet         |             | PS          | 2 534        | 18,96        |             |             |
| 4                    | Nadia Goudard           |             | PS          | 2 534        | 18,96        |             |             |
| 5                    | Marie-Chantal Barbusse* |             | UMP         | 4 494        | 33,62        | 8 119       | 66,51       |
| 5                    | Thierry Procida         |             | UDI         | 4 494        | 33,62        | 8 119       | 66,51       |
| 6                    | Henriette Doyen         |             | FN          | 3 680        | 27,53        | 4 089       | 33,49       |
| 6                    | Peter Sterligov         |             | FN          | 3 680        | 27,53        | 4 089       | 33,49       |
|                      |                         |             |             |              |              |             |             |
| Inscrits             | Inscrits                | Inscrits    | Inscrits    | 25 918       | 100,00       | 25 917      | 100,00      |
| Abstentions          | Abstentions             | Abstentions | Abstentions | 12 043       | 46,47        | 12 171      | 46,96       |
| Votants              | Votants                 | Votants     | Votants     | 13 875       | 53,53        | 13 746      | 53,04       |
| Blancs               | Blancs                  | Blancs      | Blancs      | 368          | 2,65         | 1 081       | 7,86        |
| Nuls                 | Nuls                    | Nuls        | Nuls        | 139          | 1            | 457         | 3,32        |
| Exprimés             | Exprimés                | Exprimés    | Exprimés    | 13 368       | 96,35        | 12 208      | 88,81       |
| * conseiller sortant |                         |             |             |              |              |             |             |

### Canton de Nîmes-2
| Candidats            | Candidats         | Partis      | Partis      | Premier tour | Premier tour | Second tour | Second tour |
| Candidats            | Candidats         | Partis      | Partis      | Voix         | %            | Voix        | %           |
| -------------------- | ----------------- | ----------- | ----------- | ------------ | ------------ | ----------- | ----------- |
| 1                    | Rose Da Costa     |             | UDI         | 2 548        | 28,98        | 2 839       | 29,28       |
| 1                    | Marc Taulelle     |             | UMP         | 2 548        | 28,98        | 2 839       | 29,28       |
| 2                    | Christian Bastid* |             | PCF         | 3 196        | 36,35        | 3 608       | 37,21       |
| 2                    | Amal Couvreur     |             | DVG         | 3 196        | 36,35        | 3 608       | 37,21       |
| 3                    | Laurence Gardet   |             | FN          | 3 048        | 34,67        | 3 250       | 33,52       |
| 3                    | Julien Gelly      |             | FN          | 3 048        | 34,67        | 3 250       | 33,52       |
|                      |                   |             |             |              |              |             |             |
| Inscrits             | Inscrits          | Inscrits    | Inscrits    | 19 444       | 100,00       | 19 515      | 100,00      |
| Abstentions          | Abstentions       | Abstentions | Abstentions | 10 272       | 52,83        | 9 522       | 48,79       |
| Votants              | Votants           | Votants     | Votants     | 9 172        | 47,17        | 9 993       | 51,21       |
| Blancs               | Blancs            | Blancs      | Blancs      | 237          | 2,58         | 175         | 1,75        |
| Nuls                 | Nuls              | Nuls        | Nuls        | 143          | 1,56         | 121         | 1,21        |
| Exprimés             | Exprimés          | Exprimés    | Exprimés    | 8 792        | 95,86        | 9 697       | 97,04       |
| * conseiller sortant |                   |             |             |              |              |             |             |

### Canton de Nîmes-3
| Candidats            | Candidats            | Partis      | Partis      | Premier tour | Premier tour | Second tour | Second tour |
| Candidats            | Candidats            | Partis      | Partis      | Voix         | %            | Voix        | %           |
| -------------------- | -------------------- | ----------- | ----------- | ------------ | ------------ | ----------- | ----------- |
| 1                    | Daniéla de Vido      |             | FN          | 2 927        | 29,12        | 2 944       | 36,22       |
| 1                    | Thierry Jacob        |             | FN          | 2 927        | 29,12        | 2 944       | 36,22       |
| 2                    | Gilles Blanc         |             | DVG         | 2 372        | 23,60        |             |             |
| 2                    | Sibylle Jannekeyn    |             | DVG         | 2 372        | 23,60        |             |             |
| 3                    | Marie-Christine Appy |             | DLF         | 338          | 3,36         |             |             |
| 3                    | Alain Martin         |             | DLF         | 338          | 3,36         |             |             |
| 4                    | Sébastien Rodier     |             | PCF         | 1 370        | 13,63        |             |             |
| 4                    | Christine Tome       |             | PG          | 1 370        | 13,63        |             |             |
| 5                    | Laurent Burgoa*      |             | UMP         | 3 043        | 30,28        | 5 921       | 64,58       |
| 5                    | Claude de Girardi    |             | UMP         | 3 043        | 30,28        | 5 921       | 64,58       |
|                      |                      |             |             |              |              |             |             |
| Inscrits             | Inscrits             | Inscrits    | Inscrits    | 21 033       | 100,00       | 21 034      | 100,00      |
| Abstentions          | Abstentions          | Abstentions | Abstentions | 10 633       | 50,55        | 10 576      | 50,28       |
| Votants              | Votants              | Votants     | Votants     | 10 400       | 49,45        | 10 458      | 49,72       |
| Blancs               | Blancs               | Blancs      | Blancs      | 236          | 2,27         | 899         | 8,6         |
| Nuls                 | Nuls                 | Nuls        | Nuls        | 114          | 1,1          | 391         | 3,74        |
| Exprimés             | Exprimés             | Exprimés    | Exprimés    | 10 050       | 96,63        | 9 168       | 87,66       |
| * conseiller sortant |                      |             |             |              |              |             |             |

### Canton de Nîmes-4
| Candidats   | Candidats                | Partis      | Partis      | Premier tour | Premier tour | Second tour | Second tour |
| Candidats   | Candidats                | Partis      | Partis      | Voix         | %            | Voix        | %           |
| ----------- | ------------------------ | ----------- | ----------- | ------------ | ------------ | ----------- | ----------- |
| 1           | Jean-Paul Boré           |             | DVG         | 1 798        | 20,89        |             |             |
| 1           | Marine El Fakir-Mornet   |             | DVG         | 1 798        | 20,89        |             |             |
| 2           | Bernard Monréal          |             | FN          | 2 655        | 30,85        | 2 944       | 36,22       |
| 2           | Chantal Renoir           |             | FN          | 2 655        | 30,85        | 2 944       | 36,22       |
| 3           | Véronique Gardeur-Bancel |             | UMP         | 2 641        | 30,68        | 5 183       | 63,78       |
| 3           | Richard Tiberino         |             | UMP         | 2 641        | 30,68        | 5 183       | 63,78       |
| 4           | Hichame Abderrezak       |             | PCF         | 1 513        | 17,58        |             |             |
| 4           | Sylvette Fayet           |             | PCF         | 1 513        | 17,58        |             |             |
|             |                          |             |             |              |              |             |             |
| Inscrits    | Inscrits                 | Inscrits    | Inscrits    | 19 374       | 100,00       | 19 377      | 100,00      |
| Abstentions | Abstentions              | Abstentions | Abstentions | 10 358       | 53,46        | 10 329      | 53,31       |
| Votants     | Votants                  | Votants     | Votants     | 9 016        | 46,54        | 9 048       | 46,69       |
| Blancs      | Blancs                   | Blancs      | Blancs      | 261          | 2,89         | 625         | 6,91        |
| Nuls        | Nuls                     | Nuls        | Nuls        | 148          | 1,64         | 296         | 3,27        |
| Exprimés    | Exprimés                 | Exprimés    | Exprimés    | 8 607        | 95,46        | 8 127       | 89,82       |

### Canton de Pont-Saint-Esprit
| Candidats   | Candidats          | Partis      | Partis      | Premier tour | Premier tour | Second tour | Second tour |
| Candidats   | Candidats          | Partis      | Partis      | Voix         | %            | Voix        | %           |
| ----------- | ------------------ | ----------- | ----------- | ------------ | ------------ | ----------- | ----------- |
| 1           | Christiane Gondard |             | FN          | 4 056        | 38,84        | 5 029       | 47,51       |
| 1           | Alain Salsano      |             | FN          | 4 056        | 38,84        | 5 029       | 47,51       |
| 2           | Carole Bergeri     |             | DVG         | 3 458        | 33,11        | 5 556       | 52,49       |
| 2           | Christophe Serre   |             | PS          | 3 458        | 33,11        | 5 556       | 52,49       |
| 3           | Jean-Marie Daver   |             | PCF         | 1 047        | 10,03        |             |             |
| 3           | Charlotte Marichal |             | PCF         | 1 047        | 10,03        |             |             |
| 4           | Christiane Bremond |             | DVD         | 1 882        | 18,02        |             |             |
| 4           | Valère Segal       |             | UDI         | 1 882        | 18,02        |             |             |
|             |                    |             |             |              |              |             |             |
| Inscrits    | Inscrits           | Inscrits    | Inscrits    | 19 306       | 100,00       | 19 306      | 100,00      |
| Abstentions | Abstentions        | Abstentions | Abstentions | 8 373        | 43,37        | 7 734       | 40,06       |
| Votants     | Votants            | Votants     | Votants     | 10 933       | 56,63        | 11 572      | 59,94       |
| Blancs      | Blancs             | Blancs      | Blancs      | 341          | 3,12         | 676         | 5,84        |
| Nuls        | Nuls               | Nuls        | Nuls        | 149          | 1,36         | 311         | 2,69        |
| Exprimés    | Exprimés           | Exprimés    | Exprimés    | 10 443       | 95,52        | 10 585      | 91,47       |

### Canton de Quissac
| Candidats            | Candidats                  | Partis      | Partis      | Premier tour | Premier tour | Second tour | Second tour |
| Candidats            | Candidats                  | Partis      | Partis      | Voix         | %            | Voix        | %           |
| -------------------- | -------------------------- | ----------- | ----------- | ------------ | ------------ | ----------- | ----------- |
| 1                    | Julien Bigot               |             | UMP         | 1 409        | 13,12        |             |             |
| 1                    | Inès Granon                |             | UMP         | 1 409        | 13,12        |             |             |
| 2                    | Bernard Clément            |             | PCF         | 1 807        | 16,83        |             |             |
| 2                    | Aurélie Genolher           |             | EÉLV        | 1 807        | 16,83        |             |             |
| 3                    | Olivier Rolland            |             | FN          | 3 404        | 31,71        | 4 152       | 39,58       |
| 3                    | Sylvie Vignon              |             | FN          | 3 404        | 31,71        | 4 152       | 39,58       |
| 4                    | André Baniol               |             | DLF         | 436          | 4,06         |             |             |
| 4                    | Marion Loup                |             | DLF         | 436          | 4,06         |             |             |
| 5                    | Olivier Gaillard*          |             | PS          | 3 680        | 34,28        | 6 338       | 60,42       |
| 5                    | Françoise Laurent-Perrigot |             | PS          | 3 680        | 34,28        | 6 338       | 60,42       |
|                      |                            |             |             |              |              |             |             |
| Inscrits             | Inscrits                   | Inscrits    | Inscrits    | 18 856       | 100,00       | 18 853      | 100,00      |
| Abstentions          | Abstentions                | Abstentions | Abstentions | 7 627        | 40,45        | 7 318       | 38,82       |
| Votants              | Votants                    | Votants     | Votants     | 11 229       | 59,55        | 11 535      | 61,18       |
| Blancs               | Blancs                     | Blancs      | Blancs      | 339          | 3,02         | 690         | 5,98        |
| Nuls                 | Nuls                       | Nuls        | Nuls        | 154          | 1,37         | 355         | 3,08        |
| Exprimés             | Exprimés                   | Exprimés    | Exprimés    | 10 736       | 95,61        | 10 490      | 90,94       |
| * conseiller sortant |                            |             |             |              |              |             |             |

### Canton de Redessan
| Candidats            | Candidats          | Partis      | Partis      | Premier tour | Premier tour | Second tour | Second tour |
| Candidats            | Candidats          | Partis      | Partis      | Voix         | %            | Voix        | %           |
| -------------------- | ------------------ | ----------- | ----------- | ------------ | ------------ | ----------- | ----------- |
| 1                    | Gérard Pedro       |             | DVG         | 2 328        | 18,03        |             |             |
| 1                    | Fabienne Richard   |             | DVG         | 2 328        | 18,03        |             |             |
| 2                    | Muriel Blachère    |             | PCF         | 1 285        | 9,95         |             |             |
| 2                    | Benoît Garrec      |             | PCF         | 1 285        | 9,95         |             |             |
| 3                    | Mélanie Dufour     |             | UMP diss.   | 1 680        | 13,01        |             |             |
| 3                    | Olivier Sauzet     |             | UMP diss.   | 1 680        | 13,01        |             |             |
| 4                    | Gérard Blanc*      |             | UMP         | 2 884        | 22,33        | 6 491       | 52,9        |
| 4                    | Muriel Dherbecourt |             | DVD         | 2 884        | 22,33        | 6 491       | 52,9        |
| 5                    | Danielle Fuster    |             | FN          | 4 738        | 36,69        | 5 779       | 47,1        |
| 5                    | Jean-Marie Moulin  |             | FN          | 4 738        | 36,69        | 5 779       | 47,1        |
|                      |                    |             |             |              |              |             |             |
| Inscrits             | Inscrits           | Inscrits    | Inscrits    | 23 644       | 100,00       | 23 644      | 100,00      |
| Abstentions          | Abstentions        | Abstentions | Abstentions | 10 321       | 43,65        | 10 131      | 42,85       |
| Votants              | Votants            | Votants     | Votants     | 13 323       | 56,35        | 13 513      | 57,15       |
| Blancs               | Blancs             | Blancs      | Blancs      | 246          | 1,85         | 830         | 6,14        |
| Nuls                 | Nuls               | Nuls        | Nuls        | 162          | 1,22         | 413         | 3,06        |
| Exprimés             | Exprimés           | Exprimés    | Exprimés    | 12 915       | 96,94        | 12 270      | 90,8        |
| * conseiller sortant |                    |             |             |              |              |             |             |

### Canton de Roquemaure
| Candidats            | Candidats            | Partis      | Partis      | Premier tour | Premier tour | Second tour | Second tour |
| Candidats            | Candidats            | Partis      | Partis      | Voix         | %            | Voix        | %           |
| -------------------- | -------------------- | ----------- | ----------- | ------------ | ------------ | ----------- | ----------- |
| 1                    | Luc Rousselot        |             | FG          | 899          | 9,06         |             |             |
| 1                    | Marie-Pierre Vaselli |             | FG          | 899          | 9,06         |             |             |
| 2                    | François Bonnieux    |             | FN          | 3 779        | 38,08        | 4 873       | 48,42       |
| 2                    | Brigitte Roullaud    |             | FN          | 3 779        | 38,08        | 4 873       | 48,42       |
| 3                    | Mireille Gros-Jean   |             | UMP         | 2 205        | 22,22        |             |             |
| 3                    | Olivier Jouve        |             | UMP         | 2 205        | 22,22        |             |             |
| 4                    | Nathalie Nury*       |             | PS          | 3 041        | 30,64        | 5 192       | 51,58       |
| 4                    | Philippe Pécout      |             | PS          | 3 041        | 30,64        | 5 192       | 51,58       |
|                      |                      |             |             |              |              |             |             |
| Inscrits             | Inscrits             | Inscrits    | Inscrits    | 18 489       | 100,00       | 18 488      | 100,00      |
| Abstentions          | Abstentions          | Abstentions | Abstentions | 8 167        | 44,17        | 7 579       | 40,99       |
| Votants              | Votants              | Votants     | Votants     | 10 322       | 55,83        | 10 909      | 59,01       |
| Blancs               | Blancs               | Blancs      | Blancs      | 269          | 2,61         | 585         | 5,36        |
| Nuls                 | Nuls                 | Nuls        | Nuls        | 129          | 1,25         | 259         | 2,37        |
| Exprimés             | Exprimés             | Exprimés    | Exprimés    | 9 924        | 96,14        | 10 065      | 92,26       |
| * conseiller sortant |                      |             |             |              |              |             |             |

### Canton de Rousson
| Candidats   | Candidats            | Partis      | Partis      | Premier tour | Premier tour | Second tour | Second tour |
| Candidats   | Candidats            | Partis      | Partis      | Voix         | %            | Voix        | %           |
| ----------- | -------------------- | ----------- | ----------- | ------------ | ------------ | ----------- | ----------- |
| 1           | Niza Girardi         |             | FN          | 4 674        | 35,28        | 5 809       | 44,65       |
| 1           | Daniel Ranc          |             | FN          | 4 674        | 35,28        | 5 809       | 44,65       |
| 2           | Nathalie Blandina    |             | SE          | 3 617        | 27,30        |             |             |
| 2           | Jean-Pierre de Faria |             | SE          | 3 617        | 27,30        |             |             |
| 3           | Cathy Chaulet        |             | PCF         | 4 956        | 37,41        | 7 200       | 55,35       |
| 3           | Jacky Valy           |             | PCF         | 4 956        | 37,41        | 7 200       | 55,35       |
|             |                      |             |             |              |              |             |             |
| Inscrits    | Inscrits             | Inscrits    | Inscrits    | 24 722       | 100,00       | 24 722      | 100,00      |
| Abstentions | Abstentions          | Abstentions | Abstentions | 10 766       | 43,55        | 10 303      | 41,68       |
| Votants     | Votants              | Votants     | Votants     | 13 956       | 56,45        | 14 419      | 58,32       |
| Blancs      | Blancs               | Blancs      | Blancs      | 427          | 3,06         | 972         | 6,74        |
| Nuls        | Nuls                 | Nuls        | Nuls        | 282          | 2,02         | 438         | 3,04        |
| Exprimés    | Exprimés             | Exprimés    | Exprimés    | 13 247       | 94,92        | 13 009      | 90,22       |

### Canton de Saint-Gilles
| Candidats   | Candidats           | Partis      | Partis      | Premier tour | Premier tour | Second tour | Second tour |
| Candidats   | Candidats           | Partis      | Partis      | Voix         | %            | Voix        | %           |
| ----------- | ------------------- | ----------- | ----------- | ------------ | ------------ | ----------- | ----------- |
| 1           | Huguette Sartre     |             | UDI         | 3 810        | 29,24        | 6 823       | 51,74       |
| 1           | Eddy Valadier       |             | UMP         | 3 810        | 29,24        | 6 823       | 51,74       |
| 2           | Daniel Aniort       |             | PS          | 3 478        | 26,91        |             |             |
| 2           | Marjorie Enjelvin   |             | DVG         | 3 478        | 26,91        |             |             |
| 3           | Frédérique Cordesse |             | FN          | 5 673        | 43,89        | 6 363       | 48,26       |
| 3           | Christophe Lefevre  |             | FN          | 5 673        | 43,89        | 6 363       | 48,26       |
|             |                     |             |             |              |              |             |             |
| Inscrits    | Inscrits            | Inscrits    | Inscrits    | 25 827       | 100,00       | 25 828      | 100,00      |
| Abstentions | Abstentions         | Abstentions | Abstentions | 12 149       | 47,04        | 11 388      | 44,09       |
| Votants     | Votants             | Votants     | Votants     | 13 678       | 52,96        | 14 440      | 55,91       |
| Blancs      | Blancs              | Blancs      | Blancs      | 467          | 3,41         | 847         | 5,87        |
| Nuls        | Nuls                | Nuls        | Nuls        | 180          | 1,32         | 407         | 2,82        |
| Exprimés    | Exprimés            | Exprimés    | Exprimés    | 13 031       | 95,27        | 13 186      | 91,32       |

### Canton d'Uzès
| Candidats            | Candidats            | Partis      | Partis      | Premier tour | Premier tour | Second tour | Second tour |
| Candidats            | Candidats            | Partis      | Partis      | Voix         | %            | Voix        | %           |
| -------------------- | -------------------- | ----------- | ----------- | ------------ | ------------ | ----------- | ----------- |
| 1                    | Marie-Michèle Alvaro |             | UDI         | 3 318        | 25,86        | 3 511       | 25,39       |
| 1                    | Christian Petit      |             | UDI         | 3 318        | 25,86        | 3 511       | 25,39       |
| 2                    | Denis Bouad*         |             | PS          | 4 032        | 31,42        | 5 853       | 42,32       |
| 2                    | Bérengère Noguier    |             | EÉLV        | 4 032        | 31,42        | 5 853       | 42,32       |
| 3                    | Isabelle Besson      |             | PCF         | 1 334        | 10,40        |             |             |
| 3                    | Philippe Gasser      |             | E!          | 1 334        | 10,40        |             |             |
| 4                    | Dominique Cariou     |             | FN          | 4 148        | 32,33        | 4 465       | 32,29       |
| 4                    | Philippe Richet      |             | FN          | 4 148        | 32,33        | 4 465       | 32,29       |
|                      |                      |             |             |              |              |             |             |
| Inscrits             | Inscrits             | Inscrits    | Inscrits    | 24 716       | 100,00       | 24 716      | 100,00      |
| Abstentions          | Abstentions          | Abstentions | Abstentions | 11 308       | 45,75        | 10 333      | 41,81       |
| Votants              | Votants              | Votants     | Votants     | 13 408       | 54,25        | 14 383      | 58,19       |
| Blancs               | Blancs               | Blancs      | Blancs      | 408          | 3,04         | 406         | 2,82        |
| Nuls                 | Nuls                 | Nuls        | Nuls        | 168          | 1,25         | 148         | 1,03        |
| Exprimés             | Exprimés             | Exprimés    | Exprimés    | 12 832       | 95,7         | 13 829      | 96,15       |
| * conseiller sortant |                      |             |             |              |              |             |             |

### Canton de Vauvert
| Candidats            | Candidats                  | Partis      | Partis      | Premier tour | Premier tour | Second tour | Second tour |
| Candidats            | Candidats                  | Partis      | Partis      | Voix         | %            | Voix        | %           |
| -------------------- | -------------------------- | ----------- | ----------- | ------------ | ------------ | ----------- | ----------- |
| 1                    | Nicolas Meizonnet          |             | FN          | 6 376        | 42,69        | 8 126       | 51,44       |
| 1                    | Béatrice Pruvot            |             | FN          | 6 376        | 42,69        | 8 126       | 51,44       |
| 2                    | Jean Denat*                |             | PS          | 4 602        | 30,82        | 7 672       | 48,56       |
| 2                    | Pascale Fortunat-Deschamps |             | PS          | 4 602        | 30,82        | 7 672       | 48,56       |
| 3                    | Olivier Douard             |             | PCF         | 1 233        | 8,26         |             |             |
| 3                    | Armelle Grosjean           |             | FG          | 1 233        | 8,26         |             |             |
| 4                    | Joëlle Cachia-Moreno       |             | UMP         | 2 723        | 18,23        |             |             |
| 4                    | Guy Schramm                |             | DVD         | 2 723        | 18,23        |             |             |
|                      |                            |             |             |              |              |             |             |
| Inscrits             | Inscrits                   | Inscrits    | Inscrits    | 28 166       | 100,00       | 28 165      | 100,00      |
| Abstentions          | Abstentions                | Abstentions | Abstentions | 12 597       | 44,72        | 11 158      | 39,62       |
| Votants              | Votants                    | Votants     | Votants     | 15 569       | 55,28        | 17 007      | 60,38       |
| Blancs               | Blancs                     | Blancs      | Blancs      | 450          | 2,89         | 856         | 5,03        |
| Nuls                 | Nuls                       | Nuls        | Nuls        | 185          | 1,19         | 353         | 2,08        |
| Exprimés             | Exprimés                   | Exprimés    | Exprimés    | 14 934       | 95,92        | 15 798      | 92,89       |
| * conseiller sortant |                            |             |             |              |              |             |             |

### Canton du Vigan
| Candidats            | Candidats        | Partis      | Partis      | Premier tour | Premier tour | Second tour | Second tour |
| Candidats            | Candidats        | Partis      | Partis      | Voix         | %            | Voix        | %           |
| -------------------- | ---------------- | ----------- | ----------- | ------------ | ------------ | ----------- | ----------- |
| 1                    | Martine Gayraud  |             | PCF         | 1 175        | 10,70        |             |             |
| 1                    | Richard Valmalle |             | PCF         | 1 175        | 10,70        |             |             |
| 2                    | Hubert Norbert   |             | UMP         | 1 471        | 13,39        |             |             |
| 2                    | Élise Viala      |             | UMP         | 1 471        | 13,39        |             |             |
| 3                    | Germain Spagnol  |             | FN          | 2 649        | 24,12        | 3 107       | 27,68       |
| 3                    | Aurélie Wagner   |             | FN          | 2 649        | 24,12        | 3 107       | 27,68       |
| 4                    | Éric Doulcier*   |             | DVG         | 2 651        | 24,14        | 3 257       | 29,02       |
| 4                    | Muriel Martinet  |             | DVG         | 2 651        | 24,14        | 3 257       | 29,02       |
| 5                    | Martin Delord*   |             | PS          | 3 038        | 27,66        | 4 860       | 43,3        |
| 5                    | Hélène Meunier   |             | PS          | 3 038        | 27,66        | 4 860       | 43,3        |
|                      |                  |             |             |              |              |             |             |
| Inscrits             | Inscrits         | Inscrits    | Inscrits    | 19 211       | 100,00       | 19 210      | 100,00      |
| Abstentions          | Abstentions      | Abstentions | Abstentions | 7 678        | 39,97        | 7 218       | 37,57       |
| Votants              | Votants          | Votants     | Votants     | 11 533       | 60,03        | 11 992      | 62,43       |
| Blancs               | Blancs           | Blancs      | Blancs      | 355          | 3,08         | 539         | 4,49        |
| Nuls                 | Nuls             | Nuls        | Nuls        | 194          | 1,68         | 229         | 1,91        |
| Exprimés             | Exprimés         | Exprimés    | Exprimés    | 10 984       | 95,24        | 11 224      | 93,6        |
| * conseiller sortant |                  |             |             |              |              |             |             |

### Canton de Villeneuve-lès-Avignon
| Candidats   | Candidats             | Partis      | Partis      | Premier tour | Premier tour | Second tour | Second tour |
| Candidats   | Candidats             | Partis      | Partis      | Voix         | %            | Voix        | %           |
| ----------- | --------------------- | ----------- | ----------- | ------------ | ------------ | ----------- | ----------- |
| 1           | Jean-Louis Banino     |             | UMP         | 5 582        | 39,45        | 8 993       | 66,02       |
| 1           | Pascale Bories        |             | UMP         | 5 582        | 39,45        | 8 993       | 66,02       |
| 2           | Sylvie Cappeau        |             | E!          | 1 064        | 7,52         |             |             |
| 2           | Dominique Declosmenil |             | PCF         | 1 064        | 7,52         |             |             |
| 3           | Nadine Auray          |             | PS          | 2 774        | 19,61        |             |             |
| 3           | Florent Lemont        |             | PS          | 2 774        | 19,61        |             |             |
| 4           | Michèle Lecat         |             | FN          | 4 305        | 30,43        | 4 628       | 33,98       |
| 4           | Rudy Martin           |             | FN          | 4 305        | 30,43        | 4 628       | 33,98       |
| 5           | Jean Isnard           |             | DLF         | 424          | 3,00         |             |             |
| 5           | Lucienne Niel         |             | DLF         | 424          | 3,00         |             |             |
|             |                       |             |             |              |              |             |             |
| Inscrits    | Inscrits              | Inscrits    | Inscrits    | 27 615       | 100,00       | 27 617      | 100,00      |
| Abstentions | Abstentions           | Abstentions | Abstentions | 12 968       | 46,96        | 12 722      | 46,07       |
| Votants     | Votants               | Votants     | Votants     | 14 647       | 53,04        | 14 895      | 53,93       |
| Blancs      | Blancs                | Blancs      | Blancs      | 354          | 2,42         | 893         | 6           |
| Nuls        | Nuls                  | Nuls        | Nuls        | 144          | 0,98         | 381         | 2,56        |
| Exprimés    | Exprimés              | Exprimés    | Exprimés    | 14 149       | 96,6         | 13 621      | 91,45       |